# Лонг, Летиция
Летиция Лонг (англ. Letitia A. Long; род. 1959) — американский государственный деятель, директор Национального агентства геопространственной разведки с 2010 по 2014 год.

## Биография
Родилась в Аннаполисе, получила степень бакалавра электротехники в Политехническом институте штата Виргиния. С 1978 — инженер проекта в Научно-исследовательском центре Дэвида Тейлора ВМФ США.
В 1982 получила степень магистра инженерной механики в Католическом университете Америки, после чего продолжила работать в центре Тейлора, принимая участие в различных программах разработки подводных датчиков. С 1988 зачислена в штат разведки ВМФ США, руководила рядом исследовательских программ.
С июля 1994 — директор по материальному обеспечению, политике и программам штаба 2-го флота и одновременно директор по использованию ресурсов Управления военно-морской разведки. В том же году переведена в РУМО на должность директора по персоналу.
С 1996 — заместитель директора РУМО по информационным службам и системам. Также стала первым начальником информационного управления РУМО. С января 1998 по июнь 2000 — исполнительный директор по делам Разведывательного сообщества при директоре Центральной разведки. С июля 2000 по июнь 2003 — заместитель директора Управления военно-морской разведки. С июня по 2003 по май 2006 — помощник заместителя (Deputy Under Secretary) министра обороны США по разведке.
С мая 2006 по июль 2010 — заместитель директора РУМО. С 9 августа 2010 по 2 октября 2014 — директор Национального агентства геопространственной разведки.
Награждена медалью министерства обороны США «За выдающиеся заслуги» для гражданского персонала, двумя медалями национальной разведки «За выдающиеся заслуги», наградами от президента США, РУМО и Управления военно-морской разведки.
Замужем, три дочери.